# Йохан Франц Дезидератус (Насау-Зиген)
Йохан Франц Дезидератус фон Насау-Зиген (на немски: Johann Franz Desideratus Fürst zu Nassau-Siegen; * 28 юли 1627, Нозеруа, Франш-Конте, Франция; † 17 декември 1699, Рурмонд, Лимбург, Нидерландия) е от 1638 до 1699 г. граф на Насау (от 1652 г. княз на Насау-Зиген), граф на Насау-Катценелнбоген, Вианден и Диц, барон на Байлщайн и Ронсе, генерал, щатхалтер на Лимбург и на Горен Гелдерн.

## Биография
Той е единственият син на граф Йохан VIII фон Насау-Зиген (1583 – 1638) и съпругата му Ернестина Йоланда принцеса дьо Лин (* 2 ноември 1594; † 4 юни 1668, Ронсе) от Испанска Нидерландия, дъщеря на княз Ламорал дьо Лин (1563 – 1624) и принцеса Анне Мария дьо Мелун-Епиной († 1634).
На 27 юли 1638 г. Йохан Франц Дезидератус става барон дьо Ренаиь. На 21 ноември 1652 г. императорът издига Йохан Мориц и Йохан Франц Дезидератус на имперски князе. Той става княз на Насау-Зиген в дворец Зиген и Нетфен. От 1661 г. е рицар на ордена на Златното руно.
От 1665 до 1684 г. той е испански щатхалтер на Лимбург и от 1680 до 1699 г. на Горен Гелдерн. В периода 1691 -1699 г. е владетел на Насау-Зиген и последва Вилхелм Мориц фон Насау-Зиген. Народът не го обича понеже преследва калвинистите и има увеличаващи се задължения.

## Фамилия
Йохан Франц Дезидератус се жени три пъти.
Първи брак: на 13 декември 1651 г. във Виена с Йохана Клаудия фон Кьонигсег-Аулендорф (* 23 декември 1632, Инсбрук; † 23 ноември 1663, Ронсе), от 1648 до 1651 придворната дама на императрица Елеонора Гонзага, съпругата на император Фердинанд II. Тя е дъщеря на граф Йохан Георг фон Кьонигсег-Аулендорф (1604 – 1666) и графиня Елеонора фон Хоенемс (1612 – 1675). Двамата имат децата:
- Мария Леополдина Елеонора Габриела (1652 – 1675), ∞ 27 март 1670 за княз Мориц Хайнрих фон Насау-Хадамар (1626 – 1679)
- Ернестина Клаудия Маргарета Фелицитас (1653 – 1654)
- Клара Юлиана Маргарета Фелицитас (1653 – 1727)
- Луиза (1654 – 1664)
- Албертина Анна Габриела (* 1655; † 9 октомври 1727), монахиня
- син (1655)
- Ернестина Елеонора Антония (1656 – 1675)
- Клара Гилона (1656 – 1727), монахиня
- Албертина Анна (* 1658; † 26 август 1718), монахиня
- Марияа Доната Габриела (1660 – 1660)
- Луиза Каролина Анна (1661 – 1664)
- дъщеря (1662)
- син (1663).

Втори брак: на 31 май 1665 г. в Родемак с маркграфиня Мария Елеонора София фон Баден-Родемахерн (23 август 1641 – 18 април 1668), дъщеря на Херман Фортунат фон Баден-Родемахерн, с която има три сина и една дъщеря:
- Франц Фортунатос фон Нассау (* 7 април 1666; † 12 юли 1672)
- Вилхелм Хиацинт принц на Насау-Зиген (* 3 април 1667 в Брюксел; † 18 февруари 1743 в Хадамар), по-късният принц Орански и княз на Насау-Зиген (1699 – 1707), близнак на Херман
- Херман фон Нассау (* 3 април 1667; † 12 юли 1672), близнак на Вилхелм Хиацинт
- Мария Елеонора Ернестина (* април 1668; † 28 септември 1669, Люксембург)

Трети брак: на 19 април 1668 (също: 9 февруари 1669) в Брюксел с баронеса Изабела Клер Евгени ду Пугет де ла Сере (* 1651; † 19 октомври 1714), с която има децата:
- Алексис Антон Христиан Фердинанд (1673 – 1743), архиепископ на Трапецополис, Кария
- Йозеф (1674)
- Шарлота София Йохана (1675 – 1676)
- Йозеф Мориц Карл (1676 – 1677)
- Мария Филипина (1677 – 1678)
- Франц Хуго Фердинанд Гереон (1678 – 1727), ∞ 3 юни 1731 за графиня Леополдина фон Хоенлое-Бартенщайн (1703 – 1776)
- Анна Луиза Франциска (1681 – 1728), ∞ 20 юни 1713 за Шарл Даман, visconte d'Oomberghe († 1721)
- Клара Бернхардина Франциска (1682 – 1724), ∞ 1706 за Франциско де Соуза Пачеко († 1709)
- Емануил Игнац (1688 – 1735), ∞ 14 май 1711 (развод 1718) за Шарлота дьо Мели-Несле (1688 – 1769)
- Йохана Баптиста Жозефина (1690 – 1745), монахиня